# Liste der Kulturgüter in Neuheim
Die Liste der Kulturgüter in Neuheim enthält alle Objekte in der Schweizer Gemeinde Neuheim im Kanton Zug, die gemäss der Haager Konvention zum Schutz von Kulturgut bei bewaffneten Konflikten, dem Bundesgesetz vom 20. Juni 2014 über den Schutz der Kulturgüter bei bewaffneten Konflikten sowie der Verordnung vom 29. Oktober 2014 über den Schutz der Kulturgüter bei bewaffneten Konflikten unter Schutz stehen.
Objekte der Kategorie A sind im Gemeindegebiet nicht ausgewiesen, Objekte der Kategorie B sind vollständig in der Liste enthalten, Objekte der Kategorie C fehlen zurzeit (Stand: 1. Juli 2023). Unter übrige Baudenkmäler sind zusätzliche Objekte zu finden, die gemäss Angaben des kantonalen Denkmalschutzes als geschützte Denkmäler eingestuft wurden und nicht bereits in der Liste der Kulturgüter enthalten sind.

## Kulturgüter
| Foto |                                                                  | Objekt                                | Kat. | Typ | Standort                      | Beschreibung |
| ---- | ---------------------------------------------------------------- | ------------------------------------- | ---- | --- | ----------------------------- | ------------ |
| BW   | Datei hochladen · Wikidata zu Bauernhaus Hinterbühl (Q29931084)  | Bauernhaus Hinterbühl KGS-Nr.: 07284  | B    | G   | Hinterbühl 1 687629 / 227510  |              |
| BW   | Datei hochladen · Wikidata zu Bauernhaus Oberblachen (Q29931109) | Bauernhaus Oberblachen KGS-Nr.: 07285 | B    | G   | Oberblachen 1 688081 / 227520 |              |
| ja   | Datei hochladen                                                  | Altes Schmiedhaus KGS-Nr.: 16402      | B    | G   | Dorfplatz 4 686128 / 228859   |              |

## Übrige Baudenkmäler
| ID  | Foto |                 | Objekt                                         | Typ | Standort                       | Beschreibung |
| --- | ---- | --------------- | ---------------------------------------------- | --- | ------------------------------ | ------------ |
| 1a  | ja   | Datei hochladen | Pfarrkirche St. Maria                          | G   | Dorfplatz 7 686144 / 228908    |              |
| 2a  | ja   | Datei hochladen | Friedhofkapelle St. Josef und Maria / Beinhaus | G   | Dorfplatz 7.1 686121 / 228912  |              |
| 3a  | ja   | Datei hochladen | Pfarrhof                                       | G   | Dorfplatz 13 686183 / 228887   |              |
| 4a  | ja   | Datei hochladen | Gemeindehaus                                   | G   | Dorfplatz 5 686112 / 228889    |              |
| 5a  | ja   | Datei hochladen | Pfarrhelferhaus / Kaplanenhaus                 | G   | Windenweg 3 686216 / 228918    |              |
| 46d | ja   | Datei hochladen | Kapelle St. Wendelin                           | G   | Hinterburg 1.3 685856 / 228146 |              |
| 50a | ja   | Datei hochladen | Wohnhaus / Bauernhaus                          | G   | Rüedihof 1 685735 / 227933     |              |
| 50b | ja   | Datei hochladen | Scheune                                        | G   | Rüedihof 1.1 685702 / 227958   |              |
| 50c | ja   | Datei hochladen | Schopf                                         | G   | Rüedihof 1.3 685747 / 227954   |              |
| 50d | ja   | Datei hochladen | Brennhaus                                      | G   | Rüedihof 1.2 685752 / 227939   |              |

Legende: Siehe Legende der Liste der Kulturgüter von nationaler und regionaler Bedeutung. Anstelle der KGS-Nummer wird als Objekt-Identifikator (ID) die Versicherungsnummer des entsprechenden Objekts angegeben. Diese enthält einen Buchstaben am Ende. In wenigen Fällen stehen auch Nummern ohne Buchstaben; dann bezeichnen sie die Grundstücksnummer.